# Polderdistrict Lijmers
Het Polderdistrict Lijmers (ook uitgesproken als Liemers) was een waterschap in Gelderland. Het polderdistrict is in 1838 en in 1962 fuseerde het polderdistrict met een aantal andere waterschappen tot het waterschap Polderdistrict Rijn en IJssel.

## Geschiedenis
Waterschappen die tot het Polderdistrict Rijn en IJssel zijn gefuseerd zijn (onder andere):
- Polderdistrict Lijmers
- Polderdistrict Oude Rijn (vanaf 1983)
- Arnhemse en Velpse Broek (vanaf 1995)
- Baarbroeksche Dijk en Angerlose Zomerdijken

Op Onze Lieve Vrouwe Lichtmis (2 februari) van het jaar 1328 bezegelden de graven Reinoud van Gelre en Diederik van Kleef een landbrief voor de Liemers, in welke streek beide heren belangen hadden.
Uit deze akte blijkt dat de Liemers toen al voor een groot deel bedijkt was en dat de ontwatering door middel van een sluis bij Giesbeek plaatsvond.
Zowel dijken als weteringen werden beheerd volgens gewoonterecht. De landbrief bracht in die toestand verandering, in dier voege dat voortaan naar het (een jaar tevoren vastgelegde) dijkrecht van Betuwe zou worden gehandeld. Alle dijken in de Liemers, van Offlande (bij Babberich) tot Giesbeek, zouden onder dit dijkrecht vallen. Bovendien zouden nog twee sluizen worden aangelegd, en bijbehorende weteringen worden gegraven, waarvan de kosten morgentalsgewijs over de geërfden, met inbegrip van die uit het Graafschap Bergh (Westervoort ?) zouden worden omgeslagen.
Ook nadat de grenzen tussen het Gelderse en Kleefse gebied in de Liemers waren gefixeerd bleef de in 1328 in het leven geroepen polderorganisatie bestaan. Het bestuur van deze Liemerse Schouwpolder bestond uit een door de Kleefse overheid aangestelde dijkgraaf en zeven heemraden, waarvan er vijf het Kleefse Ambt Lijmers en twee de Gelderse gebieden (resp. de Heerlijkheid Westervoort en de Baronnie van Baer en Lathum) vertegenwoordigden. Later werd het bestuur uitgebreid met een drietal gedeputeerden uit de geërfden.
De geërfdendagen werden aanvankelijk op of omstreeks Sint Gertrudis (17 maart) in de kerk van Oud-Zevenaar gehouden, doch later verplaatst naar het stadhuis te Zevenaar.
In de jaren 1609-1614 heeft de Schouwpolder een eigen dijkrecht opgesteld, hetgeen echter niet van hogerhand werd goedgekeurd. Toch schijnt men later van een aantal artikelen daarvan gebruik gemaakt te hebben.
In 1643 bepaalde de Gelderse Landdag dat voortaan, althans in het Gelderse gedeelte, het in 1640 aan vier Betuwse bovenambten toegekende dijkrecht zou worden toegepast. Of men zich in het Kleefse deel hieraan heeft geconformeerd is niet bekend. In 1767 kwam daar tot stand het "Erneuertes Deich- Schau- Graben und Schleuszen Reglement", dat uitdrukkelijk ook voor de Lijmers van toepassing was.
Bij besluit van de geërfdendag van 10 juni 1771 werd bij meerderheid van stemmen besloten dit uitgebreide en voor die tijd moderne reglement, dat onder meer de dijkplicht afschafte, aan te nemen.
De Gelderse heren, wars als ze waren van dergelijke "nieuwigheden", hadden tegengestemd en meenden dat een dergelijk ingrijpend besluit slechts met algemene stemmen had kunnen worden genomen.
Aangezien men nu van weerskanten allerlei reeds langer bestaande grieven naar voren gingen brengen, ontaardde een en ander in een formeel geschil, dat zijn hoogtepunt vond in het besluit van de geërfdendag van 1 juni 1772, tot algehele separatie van de Kleefse en Gelderse gebieden.
De Kleefse overheid die alle besluiten van de geërfdendag moest goedkeuren, weigerde echter haar fiat in dezen, en drong aan op overleg. In 1774 werd ten slotte overeenstemming bereikt over de kwestie, in dier voege dat voortaan in de Gelderse gebieden het Betuwse dijkrecht zou worden toegepast, en in het Kleefse deel het Kleefse recht. Bij de dagelijkse gang van zaken werd in de praktijk het Kleefse recht toegepast. Ook na de soevereiniteitsoverdracht van de Kleefse gebieden in 1816 bleef deze toestand bestaan (bevestigd bij K.B. d.d. 10 februari 1825 nr. 166).
Eerst de invoering van het "Reglement op het beheer der rivierpolders in de Provincie Gelderland" bracht hierin per 1 januari 1838 verandering. Ingesteld werd toen het Polderdistrict Lijmers, bestaande uit de voormalige Lijmerse polder en de voormalige dijkpolder Babberich en Holthuizen. Het district oefende toezicht uit over drie dorpspolders: "Lathum, Bahr en Giesbeek", "Geldersoord en Westervoort" en "Babberik, Holthuizen, Didam, voor zoover eenige landen er onder behooren".
Hoewel G.S. bij art. 7 van hun besluit van 15 december 1837 (Prov. Blad nr. 90) aan het districtsbestuur opdroegen om de archieven van "zoodanige polders, als welke gesupprimeerd en met eenen anderen polder vereenigd worden over te nemen", is dit blijkbaar met het archief van de Babberich-Holthuizense dijkpolder niet geschied. Over deze polder, die in ieder geval al in 1546 bestond, is dan ook weinig bekend. Het bestuur ervan bestond sinds de invoering van het Kleefse reglement van 1767 uit een dijkgraaf en drie heemraden. Het erfdijkgraafschap was verbonden aan de havezate Camphuyzen. Op het gemeentearchief van Zevenaar berust een in 1778 door de gebroeders Friederich en Balthasar Loeffler vervaardigde " Carte von der Situation des Babberich und Holthausensen Schau Polders", waaruit blijkt dat de polder werd begrensd door Didams grondgebied, de Eltense heide, de Oude Rijnbandijk en de Oud-Zevenaarse Landweer. De zojuist genoemde bandijk schijnt echter maar voor een deel onder de schouw van deze polder gestaan te hebben.
In 1848 deelden de geërfden van de vroegere Babberich Camphuizense polder mede dat hun polder aan beide zijden door dijken van de Lijmers werd ingesloten, en " dat het bovenste gedeelte der dijken aan de Eltense heide tot de gecombineerde polder behoorde, dat de dijken van de Babberichse polder daarop beginnen en zoo wel boven het geslechte vak, waarin de overlaat in 1810 gelegd is, als beneden dit vak of overlaat voortliepen, om weder aan de dijken der Lijmers aan te sluiten ...".
In het oudste dijkboek van de Lijmers (inv. nr. 983) komt dit dijksgedeelte voor onder het hoofd "Palijck van Herden Schou". Blijkens aantekeningen in het zelfde boek werden in de jaren 1699 en 1700 bij wijze van limietscheiding stenen posten aan begin en einde van dit dijkstuk geplaatst.
In 1857 werd het grondgebied van het polderdistrict enigszins uitgebreid. Namelijk bij het besluit van Provinciale Staten d.d. 18 juli van dat jaar, waarbij werd besloten:
1. de landen groot ongeveer 126 bunder die voor de aanleg van de Lijmersche overlaatkade buitendijks gelegen waren, die sedert de verhooging dier kade tot bandijkshoogte feitelijk een integrerend deel van het polderdistrict de Lijmers geworden zijn, in de circumscriptie van het polderdistrict Lijmers op te nemen, zonder nogtans de omschrijving van het district op staat A van het reglement op het beheer der rivierpolders te veranderen
2. te bepalen dat die landen op het kohier tot invoering van polderlasten zullen gebragt, doch niet in de lasten van genoemd polder-district aangeslagen worden.
Bij besluit van Provinciale Staten d.d. 16 juli 1936 (Provinciaal Blad nr. 47 van 17 februari 1937) onderging het grondgebied andermaal een vergroting, en wel de gronden in de zogenaamde "Geldersche Pley". Ook deze gronden (ca. 130 ha) werden niet in de lasten van het district betrokken.
Bij besluit van Provinciale Staten d.d. 10 juli 1953 (Provinciaal Blad nr. 183 van 12 oktober 1953) werden de dorpspolders alsmede de administratieve afdeling "Privatieve Lijmerse Polder" per 1 januari 1954 opgeheven, en bij het Polderdistrict Lijmers gevoegd, met dien verstande dat voor het gebied van de voormalige dorpspolder Babberik, Holthuizen, Didam een afzonderlijke administratieve afdeling met een eigen comptabiliteit werd gevormd.
De archieven van de opgeheven dorpspolders werden ingevolge artikel VI van genoemd besluit bij het archief van het district gedeponeerd.
Bij besluit van Provinciale Staten van 1 april 1957 (Provinciaal Blad nr. 39 van 2 mei 1958) werd de buitenpolder van Bahr en Lathum per 1 juli 1958 opgeheven, en als afzonderlijke buitenafdeling, genaamd "Lathumse Waarden", met een eigen comptabiliteit, bij het polderdistrict gevoegd.
Over de lotgevallen van het archief van het polderdistrict is weinig bekend. In 1755 besloot men "een kast alhier in het Raadhuijs maeken te laten, om daer in de schouwnaerigten en protocollen te conserveren".
Het archief schijnt dus, althans in de 18e eeuw bewaard te zijn op het stadhuis van Zevenaar, waar ook werd vergaderd. In de 19e eeuw werd de secretarie met het archief ondergebracht in een huis aan de Wittenburgstraat. De heer G.L. van den Helm, burgemeester van Batenburg, inventariseerde het archief in 1889, volgens het toen gebruikelijke alfabetische systeem. Vooral bij de stukken ouder dan de 19e eeuw bleken beschrijvingen en inhoud van dossiers en pakken nogal eens niet te kloppen. In 1920 werd een gebouw aan de Kerkstraat aangekocht en gedeeltelijk als secretarie annex archiefruimte ingericht. In 1955 werd dit pand verkocht, doch het door het polderdistrict gebruikte gedeelte bleef vooralsnog als zodanig in gebruik. In 1959 werd een gedeelte van het archief tijdelijk in de archiefbewaarplaats van de gemeente Zevenaar geplaatst, vanwaar het, enige jaren geleden, samen het overige deel, naar Huis Aerdt werd overgebracht.
Het lopende archief van de dorpspolder Babberich, Holthuizen, Didam is tijdens de Tweede Wereldoorlog verloren gegaan. In 1928 waren echter de stukken van vóór 1900 daterende overgedragen aan het districtsarchief, zodat dit oudste deel bewaard bleef. Het archief van de dorpspolder Geldersoord en Westervoort kon worden aangevuld met enige stukken die, wegens een cumulatie van functies, in het archief van de Ned. Herv. gemeente van Westervoort verzeild waren geraakt.